# Kings of Modesty
Kings of Modesty ist eine finnische Power- und Progressive-Metal-Band aus Järvenpää, die 1994 unter dem Namen Face of Modesty gegründet wurde.

## Geschichte
Die Band wurde 1994 von dem Gitarristen Samuel Hjelt und dem Schlagzeuger Rane Simoinen gegründet. Als Bassist kam der Freund Henkka Tuura hinzu, während Samuels älterer Bruder Mikael das Keyboard übernahm. Als Bandname wurde zunächst Face of Modesty ausgewählt. Nachdem ein paar Sänger und weitere Mitglieder in der Band gewesen waren, kam 2005 Jason Flinck als Sänger hinzu und der Name wurde in Kings of Modesty abgeändert. Es folgten Auftritte in Finnland sowie in der Schweiz. Mit dem Produzenten Emppu Vuorinen, einem Freund der Band, wurde 2007 in seinen E-Major Studios eine selbstbetitelte EP, die vier Lieder enthält, aufgenommen und im selben Jahr veröffentlicht. Das Lied Miracle wurde von verschiedenen Radiostationen in den USA gespielt. Nach weiteren Arbeiten begannen Samuel Hjelt und Jason Flinck im Herbst 2008 mit der Produktion des Debütalbums. Diese dauerte bis zum Winter an, und im Juni 2009 war das Debütalbum schließlich veröffentlichungsreif. Nachdem die Gruppe einen Plattenvertrag bei Escape Music unterzeichnet hatte, erschien hierüber im September der Tonträger europaweit unter dem Namen Hell or Highwater. Vor der Veröffentlichung wurde bereits das Lied Never Touched the Rainbow von Radiosendern in ganz Europa gespielt. Das Album war von Torsti Spoof und Jari Mikkola im Studio Audio gemastert und in den Finnvox Studios von Mika Jussila abgemischt worden. Danach hielt die Band Auftritte ab und spielte unter anderem mit Tarja Turunen und Furnaze in Hannover.

## Stil
Dragonslayer von stormbringer.at befand, dass auf Hell or Highwater eine Mischung aus Power- und Progressive-Metal zu hören ist. Besonders charakteristisch seien „breite Gitarren“ sowie retro klingende Keyboardklänge und ein etwas dünn klingender, hoher Gesang. Die Musik erinnere vor allem an die von Crystal Eyes und auch etwas an die von Brainstorm. Die progressiveren Passagen würden Erinnerungen an Symphony X, Vanden Plas und Vanishing Point wachrufen. Rainer Janaschke von musikansich.de rezensierte das Album ebenfalls und bezeichnete die Musik als melodischen Heavy Metal, sodass man es zwischen Veröffentlichungen von Kamelot und Stratovarius einreihen könne. Insgesamt gebe es „[f]lotte Midtempo Songs, voll mit griffigen Melodien [und] tollem Gesang“.

## Diskografie
- 2007: Kings of Modesty (EP, Eigenveröffentlichung)
- 2009: Hell or Highwater (Album, Escape Music)